# 山田言輔
山田 言輔（やまだ のぶすけ）は、戦国時代の武将。長門国大津郡の国人で、大内氏、毛利氏家臣。

## 生涯
大内氏に属した国人である山田方明の子として生まれる。
天文16年（1547年）8月16日に父の後を継ぎ、長門国大津郡日置庄立石名の16石2斗余りの所領を相続した。
天文17年（1548年）、大内義隆の命によって陶隆房（陶晴賢）が大将、杉甲斐守、弘中隆兼、小原隆言が軍監となり、山名理興が拠る備後国安那郡の神辺城攻撃が行われた（神辺合戦）。これに言輔も従軍し、同年6月2日、6月5日、翌年の天文18年（1549年）4月17日の合戦で矢傷を負いながら奮闘し、軍監の小原隆言の注進を受けた大内義隆から天文18年（1549年）6月16日に感状を与えられた。
天文19年（1550年）9月13日、大内義隆から永久次郎先知行分であった長門国大津郡の永久村・倉小田村43石9斗1升5合6勺の地を与えられた。しかし、翌年の天文20年（1551年）の大寧寺の変により大内義隆が陶晴賢に討たれたため、前年に義隆から与えられた所領は不知行となってしまう。
弘治元年（1555年）から始まる防長経略で毛利氏に帰属して勝山城で功を挙げ、弘治3年（1557年）6月28日に長門国豊東郡保木村の温品刑部丞先知行分20石の地を与えられる。また、同年10月26日には毛利隆元から長門国大津郡の永久村・倉小田村の内の20石、日置庄の内の伊佐対馬守先知行分7石8斗等を与えられた。なお、隆元は同年3月25日に禁制を出し、毛利氏の軍勢が言輔の所領において濫妨狼藉や竹木を勝手に採取することを禁じている。
没年は不明。